# Zombie (The Cranberries)
Zombie è un singolo del gruppo musicale irlandese The Cranberries, pubblicato il 12 settembre 1994 come primo estratto dal secondo album in studio No Need to Argue.
Considerato il maggior successo del gruppo irlandese, ha raggiunto la top 10 in 25 paesi e ha vinto un MTV Europe Music Awards nel 1995 nella categoria Canzone dell'anno.

## Descrizione
Zombie fu pubblicata come primo singolo tratto dal secondo album dei The Cranberries. Fu composta da Dolores O'Riordan nel 1993 durante il tour inglese della band irlandese in memoria di due ragazzi, Jonathan Ball e Tim Parry, rimasti uccisi in un attentato dell'IRA a Warrington in Inghilterra il 20 marzo 1993.

Si tratta di una chiara denuncia della situazione di violenza in cui ancora versava l'Irlanda del Nord nel 1993. Nel testo richiama le vicende della rivolta di Pasqua del 1916. In realtà, come affermò la stessa Dolores O'Riordan:
Nel testo è stato visto un riferimento alla canzone The Town I Loved So Well scritta nel 1973 dal musicista irlandese Phil Coulter e dedicata alla sua città, Derry, nell'Ulster, uno dei luoghi cardine del conflitto nordirlandese e sede della famigerata Bloody Sunday durante la quale 14 persone furono uccise dall'esercito britannico. Nel testo è presente un verso che cita tanks e guns, carri armati e pistole, come nella canzone dei Cranberries.
(Phil Coulter, The Town I Loved So Well)
(Dolores O'Riordan, Zombie)
La canzone di Coulter esprimerebbe sentimenti repubblicani, mentre Zombie esprimerebbe sentimenti contrari. In realtà Dolores O'Riordan, interpellata su quale valenza politica avrebbe la sua canzone in relazione al conflitto nordirlandese, ha detto di non aver mai pensato a questo, ma di aver scritto la canzone solo come reazione alla morte di un bambino in Inghilterra (a causa dell'attentato di Warrington) e di averla scritta di getto, in meno di 20 minuti. La canzone è dedicata principalmente alla disumanità della violenza e di come la violenza sia ormai parte integrante della realtà irlandese. Gli zombi sarebbero coloro che non vedono, ormai assuefatti come dei morti viventi, l'insensatezza della violenza senza fine capace di «spezzare il cuore di un'altra madre».
Divenuta il più importante successo dei Cranberries, Zombie è stata accostata spesso ad altre celebri canzoni contro la guerra e in particolare a quelle dedicate ai Troubles, come Sunday Bloody Sunday di John Lennon e Sunday Bloody Sunday degli irlandesi U2.
Zombie è la prima canzone dal contenuto politico scritta da Dolores O'Riordan e anche musicalmente si discosta dalla precedente produzione del gruppo. La canzone è un aggressivo e arrabbiato pezzo grunge in cui la voce, solitamente dolce e solare della cantante, appare insolitamente dura, in linea con la crudezza del testo.

## Video musicale
Il videoclip è stato diretto da Samuel Bayer e prodotto da Doug Friedman e dalla H.S.I. Productions. Nel video, Dolores O'Riordan è completamente dipinta di una tinta dorata, circondata da bambini in una reminiscenza dell'immagine classica di San Sebastiano.
Del video furono distribuite due versioni. Nell'originale le scene in cui compare Dolores O'Riordan travestita e interamente ricoperta d'oro e in cui la band suona, sono alternate a scene di vita quotidiana che richiamano l'occupazione militare britannica in un tipico quartiere dell'Ulster durante la crisi nordirlandese. In queste scene compaiono soldati britannici armati che pattugliano le strade in tenuta da guerra. Una versione meno esplicita, senza le immagini dei militari, fu distribuita per i circuiti televisivi britannici. La versione originale, con le scene dei soldati britannici, è presente in alcune versioni del DVD Stars - The Best of 1992 - 2002 del 2002, ma non nella versione per il mercato britannico dove è stata inserita la versione censurata, così come nella raccolta Gold - The Videos del 2008.

## Pubblicazione
Nelle versioni pubblicate in formato CD di Zombie furono inseriti gli inediti Away, composta da Dolores O'Riordan, e I Don't Need, composta dalla cantante con il chitarrista Noel Hogan. I Don't Need veniva eseguita dal gruppo anche nella tournée precedente alla registrazione dell'album.
In alcune versioni del singolo furono inserite versioni acustiche di alcuni brani del primo album registrate dal vivo al Fleadh Festival di Londra nel giugno del 1994.

## Tracce

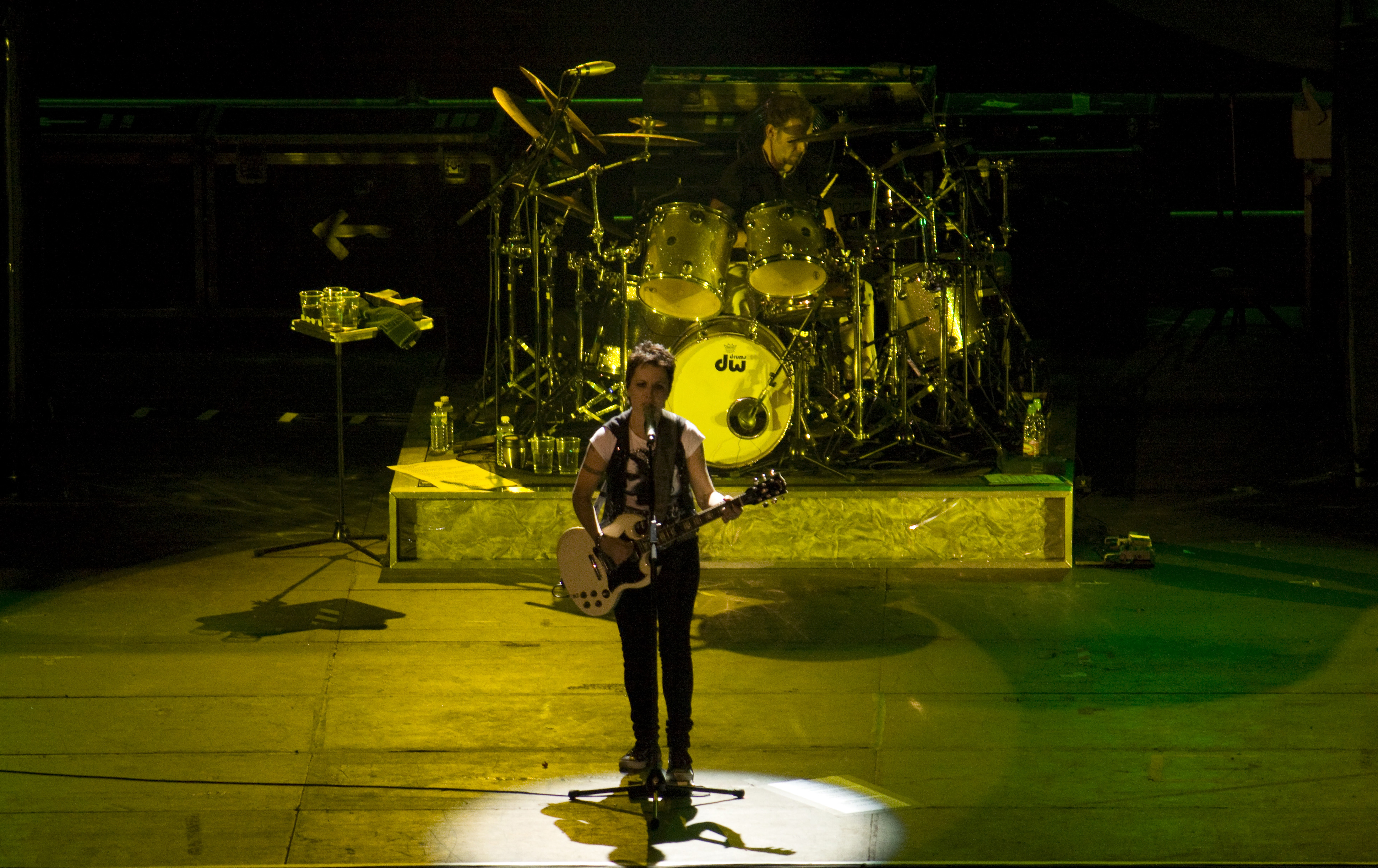
Dolores O'Riordan esegue Zombie durante il concerto dei Cranberries del 13 marzo 2010 a Badalona, in Spagna

Testi e musiche di Dolores O'Riordan, eccetto dove indicato.
CD singolo – parte 1 (Europa), CD singolo (Germania)
1. Zombie (Full Length Album Version) – 5:06
2. Away – 2:39
3. I Don't Need – 3:31 (musica: Dolores O'Riordan, Noel Hogan)

CD singolo – parte 2 (Europa), CD singolo (Francia)
1. Zombie – 5:06
2. Waltzing Back (Live) – 3:45
3. Linger (Live) – 5:24 (musica: Dolores O'Riordan, Noel Hogan)

CD singolo (Germania)
1. Zombie – 4:11
2. Away – 2:39
3. I Don't Need – 3:31 (musica: Dolores O'Riordan, Noel Hogan)

45 giri (Regno Unito), musicassetta (Europa, Stati Uniti)
- Lato A

1. Zombie – 4:11

- Lato B

1. Away – 2:39

## Classifiche

### Classifiche settimanali
| Classifica (1994/95)          | Posizione massima |
| ----------------------------- | ----------------- |
| Australia                     | 1                 |
| Austria                       | 2                 |
| Belgio (Fiandre)              | 1                 |
| Belgio (Vallonia)             | 1                 |
| Canada                        | 19                |
| Danimarca                     | 1                 |
| Europa                        | 2                 |
| Finlandia                     | 1                 |
| Francia                       | 1                 |
| Germania                      | 1                 |
| Irlanda                       | 3                 |
| Italia                        | 19                |
| Norvegia                      | 2                 |
| Nuova Zelanda                 | 5                 |
| Paesi Bassi                   | 3                 |
| Regno Unito                   | 14                |
| Spagna                        | 1                 |
| Stati Uniti (alternative)     | 1                 |
| Stati Uniti (mainstream rock) | 32                |
| Stati Uniti (pop)             | 18                |
| Stati Uniti (radio)           | 22                |
| Svezia                        | 2                 |
| Svizzera                      | 2                 |

### Classifiche di fine anno
| Classifica (1995) | Posizione |
| ----------------- | --------- |
| Australia         | 7         |
| Austria           | 7         |
| Belgio (Fiandre)  | 36        |
| Belgio (Vallonia) | 2         |
| Francia           | 2         |
| Germania          | 4         |
| Nuova Zelanda     | 17        |
| Paesi Bassi       | 52        |
| Svezia            | 26        |
| Svizzera          | 7         |

## Riconoscimenti
Nell'autunno del 1995 Zombie vinse il titolo di miglior canzone dell'anno durante la seconda edizione dei MTV Europe Music Awards. I Cranberries eseguirono la canzone dal vivo durante lo spettacolo allo Zénith di Parigi.

## Cover
Il gruppo italiano A.D.A.M. featuring Amy realizzò nel 1995 una versione eurodance di Zombie per la WEA francese raggiungendo la 16ª posizione nella classifica britannica dei singoli e la 20ª in Francia. In questa versione il brano è erroneamente attribuito alla coppia Noel Hogan/Dolores O'Riordan, mentre in realtà la canzone fu composta dalla sola cantante.
Nel 2018 il gruppo metal statunitense Bad Wolves ha realizzato una reinterpretazione del brano a cui avrebbe dovuto prendere parte anche Dolores O'Riordan; la cantante si trovava a Londra per effettuare tale registrazione, quando è deceduta nella sua stanza d'albergo. Poco più di un mese dopo il gruppo ha realizzato un video che richiama quello della versione originale dei The Cranberries, con un testo leggermente modificato rispetto all'originale. Nel mese di maggio dello stesso anno il gruppo ha pubblicato anche il video ufficiale della versione acustica del brano.
Nel 2020 Miley Cyrus ha reinterpretato il brano durante alcuni suoi concerti per poi includere una versione in studio nel suo album Plastic Hearts, uscito lo stesso anno.